# Élections constituantes de 1945 dans le Nord
Les élections constituantes françaises de 1945 se déroulent le 21 octobre.

## Mode de scrutin
Les Députés sont élus selon le système de représentation proportionnelle suivant la règle de la plus forte moyenne dans le département, sans panachage ni vote préférentiel.
Il y a 586 sièges à pourvoir.
Dans le département du Nord, vingt-deux députés sont à élire.
Les législateurs ne voulant pas que les circonscriptions dépassent les 9 sièges, le département est découpé en 3 circonscriptions :
La première correspond à l'arrondissement de Dunkerque, dotée de 4 sièges; 
La deuxième englobe l'arrondissement de Lille, dotée de 9 sièges; 
La troisième englobe les autres arrondissements (Valenciennes, Douai, Cambrai et Avesnes), avec 9 sièges.

## Élus
Les vingt-deux députés élus sont : 

### 1recirconscription (arrondissement de Dunkerque) 4 sièges
| Identité     | Parti | Parti |
| ------------ | ----- | ----- |
| Hector Legry |       | MRP   |
| Maurice Ioos |       | MRP   |
| Marcel Darou |       | SFIO  |
| Jules Houcke |       | RI    |

### 2ecirconscription (arrondissement de Lille) 9 sièges
| Identité          | Parti | Parti |
| ----------------- | ----- | ----- |
| Maurice Schumann  |       | MRP   |
| Robert Prigent    |       | MRP   |
| Robert Pouille    |       | MRP   |
| Jean Courtecuisse |       | MRP   |
| Augustin Laurent  |       | SFIO  |
| Denis Cordonnier  |       | SFIO  |
| Rachel Lempereur  |       | SFIO  |
| Arthur Ramette    |       | PCF   |
| Eugène Doyen      |       | PCF   |

### 3ecirconscription (arrondissements de Valenciennes-Douai-Cambrai-Avesnes) 9 sièges
| Identité               | Parti | Parti |
| ---------------------- | ----- | ----- |
| Henri Martel           |       | PCF   |
| Arthur Musmeaux        |       | PCF   |
| Émilienne Galicier     |       | PCF   |
| Adonis Brichot         |       | PCF   |
| Eugène Thomas          |       | SFIO  |
| Raymond Gernez         |       | SFIO  |
| Madeleine Léo-Lagrange |       | SFIO  |
| Paul Gosset            |       | MRP   |
| Émile Bocquet          |       | MRP   |

## Résultats

### Résultats première circonscription
| Parti          | Parti             | Tête de liste      | Résultats | Résultats | Sièges | Sièges |
| Parti          | Parti             | Tête de liste      | Voix      | %         |        |        |
| -------------- | ----------------- | ------------------ | --------- | --------- | ------ | ------ |
|                | MRP               | Louis Blanckaert * | 36 320    | 33,68     | 2      |        |
|                | SFIO              | Marcel Darou       | 29 342    | 27,21     | 1      |        |
|                | Voix du Nord (RI) | Jules Houcke       | 24 897    | 23,08     | 1      |        |
|                | PCF               | André Pierrard     | 17 295    | 16,04     | -      |        |
|                |                   |                    |           |           |        |        |
| Inscrits       | Inscrits          | Inscrits           | 142 312   |           | 4      |        |
| Votants        | Votants           | Votants            | 110 719   | 77,80     |        |        |
| Blancs et nuls | Blancs et nuls    | Blancs et nuls     | 2 865     | 2,59      |        |        |
| Exprimés       | Exprimés          | Exprimés           | 107 854   | 97,41     |        |        |

- Louis Blanckaert meurt le jour du scrutin, qui est donc remplacé par le 3e de la liste MRP, Maurice Ioos.

### Résultats deuxième circonscription
| Parti          | Parti                          | Tête de liste    | Résultats | Résultats | Sièges | Sièges |
| Parti          | Parti                          | Tête de liste    | Voix      | %         |        |        |
| -------------- | ------------------------------ | ---------------- | --------- | --------- | ------ | ------ |
|                | MRP                            | Maurice Schumann | 186 557   | 41,33     | 4      |        |
|                | SFIO                           | Augustin Laurent | 124 360   | 27,55     | 3      |        |
|                | PCF                            | Arthur Ramette   | 113 216   | 25,08     | 2      |        |
|                | Républicaine démocratique (FR) | Henri Becquart   | 18 532    | 4,11      | -      |        |
|                | Rad-Soc                        | Henri Spriet     | 5 446     | 1,21      | -      |        |
|                | UDSR                           | Fernand Lebon    | 3 332     | 0,74      | -      |        |
|                |                                |                  |           |           |        |        |
| Inscrits       | Inscrits                       | Inscrits         | 516 394   |           | 9      |        |
| Votants        | Votants                        | Votants          | 460 195   | 89,12     |        |        |
| Blancs et nuls | Blancs et nuls                 | Blancs et nuls   | 8 752     | 1,90      |        |        |
| Exprimés       | Exprimés                       | Exprimés         | 451 443   | 98,10     |        |        |

### Résultats troisième circonscription
| Parti          | Parti                       | Tête de liste        | Résultats | Résultats | Sièges | Sièges |
| Parti          | Parti                       | Tête de liste        | Voix      | %         |        |        |
| -------------- | --------------------------- | -------------------- | --------- | --------- | ------ | ------ |
|                | PCF                         | Henri Martel         | 159 623   | 37,11     | 4      |        |
|                | SFIO                        | Eugène Thomas        | 133 674   | 31,07     | 3      |        |
|                | MRP                         | Paul Gosset          | 87 396    | 20,32     | 2      |        |
|                | Union des Républicains (RI) | Robert Nisse         | 37 286    | 8,67      | -      |        |
|                | Rad-Soc                     | Marcel Foucart       | 7 823     | 1,82      | -      |        |
|                | UDSR                        | Maxime Blocq-Mascart | 4 380     | 1,02      | -      |        |
|                |                             |                      |           |           |        |        |
| Inscrits       | Inscrits                    | Inscrits             | 488 089   |           | 9      |        |
| Votants        | Votants                     | Votants              | 435 055   | 89,13     |        |        |
| Blancs et nuls | Blancs et nuls              | Blancs et nuls       | 4 873     | 1,12      |        |        |
| Exprimés       | Exprimés                    | Exprimés             | 430 182   | 98,88     |        |        |